# Pachyneuria
Pachyneuria là một chi bướm ngày thuộc họ Bướm nâu.